# UCI Asia Tour 2022
El UCI Asia Tour 2022 fue la decimoctava edición del calendario ciclístico internacional asiático. Se inició el 1 de diciembre de 2021 en Tailandia, con el Tour de Tailandia, y finalizó el 8 de octubre de 2022 con el Tour de Siria en Siria. Se disputaron 12 competencias, otorgando puntos a los primeros clasificados de las etapas y a la clasificación final.

## Equipos
Los equipos que podían participar en las diferentes carreras dependía de la categoría de las mismas. Los equipos UCI WorldTeam y UCI ProTeam tenían cupo limitado para competir de acuerdo al año correspondiente establecido por la UCI, los equipos Equipos Continentales y selecciones nacionales no tenían restricciones de participación:
| Categoría      | Categoría                       | Equipos                                                                                    |
| -------------- | ------------------------------- | ------------------------------------------------------------------------------------------ |
| .1             | 1.1 (Carrera de un día)         | * UCI WorldTeam (max 50%) * UCI ProTeam * Continentales * Selecciones nacionales           |
| .1             | 2.1 (Carrera de varios días)    | * UCI WorldTeam (max 50%) * UCI ProTeam * Continentales * Selecciones nacionales           |
| .2             | 1.2 (Carrera de un día)         | * UCI ProTeam * Continentales * Selecciones nacionales * Selecciones regionales * Amateurs |
| .2             | 2.2 (Carrera de varios días)    | * UCI ProTeam * Continentales * Selecciones nacionales * Selecciones regionales * Amateurs |
| .Ncup (sub-23) | 1.Ncup (Carrera de un día)      | * Selecciones nacionales * Selecciones mixtas                                              |
| .Ncup (sub-23) | 2.Ncup (Carrera de varios días) | * Selecciones nacionales * Selecciones mixtas                                              |

## Calendario
Las siguientes son las carreras que compusieron el calendario UCI Asia Tour para la temporada 2022 aprobado por la UCI.
| UCI Asia Tour 2022              | UCI Asia Tour 2022      | UCI Asia Tour 2022        | UCI Asia Tour 2022    | UCI Asia Tour 2022 |
| Fecha                           | País                    | Carrera                   | Ganador               |                    |
| ------------------------------- | ----------------------- | ------------------------- | --------------------- | ------------------ |
| 1 – 6 de diciembre              | Tailandia               | Tour de Tailandia         | Jambaljamts Sainbayar |                    |
| 28 de enero – 1 de febrero      | Emiratos Árabes Unidos  | Sharjah Tour              | Grega Bole            |                    |
| 1 – 5 de febrero                | Arabia Saudí            | Saudi Tour                | Maxim Van Gils        |                    |
| 1 – 6 de abril                  | Tailandia               | Tour de Tailandia         | Alan Banaszek         |                    |
| 10 – 17 de julio                | República Popular China | Vuelta al Lago Qinghai    | Jiankun Liu           |                    |
| 20 de septiembre – 3 de octubre | Irán                    | Tour de Irán-Azerbaiyán   | Gianni Marchand       |                    |
| 2 – 6 de octubre                | República de China      | Tour de Taiwán            | Benjamin Dyball       |                    |
| 4 – 8 de octubre                | Siria                   | International Syrian Tour | Hamza Amari           |                    |

## Clasificaciones finales
- Nota: Las clasificaciones finales fueron:[4][5]

### Individual
| Posición | Corredor                | Equipo                     | Puntos |
| -------- | ----------------------- | -------------------------- | ------ |
| 1.º      | Alexey Lutsenko         | Astana Qazaqstan           | 490    |
| 2.º      | Jambaljamts Sainbayar   | Terengganu Polygon         | 458,75 |
| 3.º      | Igor Chzhan             | Almaty                     | 385,5  |
| 4.º      | Yevgeniy Fedorov        | Astana Qazaqstan           | 317,5  |
| 5.º      | Nariyuki Masuda         | Utsunomiya Blitzen         | 312    |
| 6.º      | Andrey Zeits            | Astana Qazaqstan           | 289    |
| 7.º      | Yevgeniy Gidich         | Astana Qazaqstan           | 192,5  |
| 8.º      | Gleb Brussenskiy        | Astana Qazaqstan           | 191    |
| 9.º      | Bilguunjargal Erdenebat | Ferei Mongolia Development | 173,75 |
| 10.º     | Yukiya Arashiro         | Bahrain Victorious         | 165    |

| Posiciones 11.º al 20.º | Posiciones 11.º al 20.º  | Posiciones 11.º al 20.º    | Posiciones 11.º al 20.º |
| ----------------------- | ------------------------ | -------------------------- | ----------------------- |
| 11.º                    | Nicolas Vinokurov        | Astana Qazaqstan           | 148                     |
| 12.º                    | Maral-Erdene Batmunkh    |                            | 143,75                  |
| 13.º                    | Yousef Mirza Bani Hammad | UAE Emirates               | 135                     |
| 14.º                    | Daniil Marukhin          | Almaty                     | 131                     |
| 15.º                    | Sarawut Sirironnachai    | Thailand Continental       | 128                     |
| 16.º                    | Yuma Koishi              | Ukyo                       | 123                     |
| 17.º                    | Yuriy Natarov            | Astana Qazaqstan           | 122,5                   |
| 18.º                    | Bekhzodbek Rakhimbaev    | Tashkent City Professional | 120,5                   |
| 19.º                    | Aiman Cahyadi            | MULA                       | 119,25                  |
| 20.º                    | Ahmed Madan              | Bahrain Victorious         | 115                     |

### Equipos
| Posición | Equipo                     | Puntos  |
| -------- | -------------------------- | ------- |
| 1.º      | Terengganu Polygon         | 1380,75 |
| 2.º      | Ukyo                       | 836     |
| 3.º      | Almaty                     | 683,5   |
| 4.º      | Tashkent City Professional | 560     |
| 5.º      | Kinan                      | 495     |

### Países
| Posición | País       | Puntos  |
| -------- | ---------- | ------- |
| 1.º      | Kazajistán | 2144,5  |
| 2.º      | Mongolia   | 1016,25 |
| 3.º      | Japón      | 974     |
| 4.º      | Uzbekistán | 541     |
| 5.º      | Tailandia  | 539     |

### Países sub-23
| Posición | País       | Puntos |
| -------- | ---------- | ------ |
| 1.º      | Kazajistán | 893,5  |
| 2.º      | Uzbekistán | 347,5  |
| 3.º      | Mongolia   | 213    |
| 4.º      | Indonesia  | 189    |
| 5.º      | Hong Kong  | 187    |